# Alaïs Kalonji
Alaïs Ndiata Kalonji, född 10 december 1997 i Paris, är en fransk simhoppare.
Kalonji har studerat vid Texas A&M University och tävlat för deras idrottsförening Texas A&M Aggies.

## Karriär
Kalonji började med simhopp 2012. Vid ungdoms-OS 2014 i Nanjing slutade hon på fjärde plats i 10-metersplattformen. Vid simhopps-EM 2015 i Rostock slutade Kalonji på 11:e plats i 10-metersplattformen. Vid EM 2016 i London slutade hon återigen på 11:e plats i 10-metersplattformen.
Vid VM 2019 i Gwangju slutade Kalonji på 26:e plats i 10-metersplattformen. Vid simhopps-EM 2019 i Kiev slutade hon på sjunde plats i 10-metersplattformen samt på fjärde plats i lagtävlingen. Vid EM 2021 i Budapest slutade Kalonji på sjunde plats i 10-metersplattformen. Vid olympiska sommarspelen 2020 i Tokyo, som arrangerades 2021, slutade hon slutade på 16:e plats i hopp från 10-metersplattformen.